# بندو (دشتی)
بَندو، روستایی است از توابع بخش مرکزی شهرستان دشتی استان بوشهر ایران.

## جمعیت
این روستا در دهستان مرکزی دشتی قرار دارد و بر اساس سرشماری سال ۱۳۸۵ آمار رسمی جمعیت آن (۴ خانوار) ۲۰ نفر می‌باشد.